# جائزة نوبل للسلام 2020
منحت جائزة نوبل للسلام لعام 2020 لبرنامج الغذاء العالمي. تم الإعلان عن الإعلان يوم الجمعة 9 أكتوبر.

## المرشحين
كان هناك 318 مرشحًا لجائزة نوبل للسلام لعام 2020 (211 فردًا و 107 منظمة)، وهو رابع أكبر رقم في تاريخ الجائزة. ومع ذلك، لم تكشف لجنة نوبل النرويجية أسماء المرشحين أو المرشحين لجائزة نوبل للسلام قبل مرور 50 عامًا. يجوز للأساتذة الذين يحملون Full professors في المجالات الأكاديمية ذات الصلة والسياسيين على المستوى الوطني في أي بلد اقتراح مرشحين، ولا يتطلب ذلك دعوة لتقديم ترشيح؛ يقوم المرشحون أحيانًا بنشر مقترحاتهم للعامة، لكن اللجنة لا تتحقق من الترشيحات. 
في سبتمبر 2020 ، تم ترشيح دونالد ترامب من قبل السياسي النرويجي كريستيان تايبرينغ-جيدي.  

## لجنة نوبل
تم تكليف لجنة نوبل بمراجعة الترشيحات من سبتمبر من العام السابق حتى 1 فبراير واختيار الفائزين بالجائزة في النهاية،  تم إدراج الأعضاء المعينين من قبل البرلمان النرويجي في لجنة نوبل النرويجية في وقت جائزة 2020 على النحو التالي: 

### أعضاء اللجنة
- بيريت ريس أندرسن (الرئيس، ولدت عام 1954)، محام (محام) ورئيس نقابة المحامين النرويجيين، وزير دولة سابق لوزير العدل والشرطة (يمثل حزب العمال). عضو لجنة نوبل النرويجية منذ عام 2012، أعيد تعيينه للفترة 2018-2023.
- هنريك سيس (نائب الرئيس، ولد عام 1966)، أستاذ باحث في معهد أبحاث السلام في أوسلو. عضو اللجنة منذ 2015، عين للفترة 2015-2020
- توربيورن ياغلاند (ولد عام 1950)، رئيس الوزراء السابق وعضو البرلمان عن حزب العمال، والرئيس السابق للبرلمان خلال فترة ولاية Jens Stoltenberg الثانية؛ وكذلك الأمين العام السابق لمجلس أوروبا. رئيس لجنة نوبل النرويجية من 2009 إلى 2015. عضو عادي حاليا. عضو اللجنة منذ عام 2009، أعيد تعيينه للفترة 2015-2020.
- آن إنجر (ولدت عام1949)، الزعيمة السابقة لحزب الوسط ووزيرة الثقافة. المعين للفترة 2018 - 2020
- آسل توجي (ولد عام 1974)، باحث في السياسة الخارجية. التعيين للفترة 2018-2023.